# Maloelap
Maloelap – atol złożony z 75 wysepek lagunowych wchodzących w skład i będący jedną z 33 gmin Wysp Marshalla na Oceanie Spokojnym (grupa wysp Ratak Chain). Jego powierzchnia lądowa wynosi 9,8 km², a wraz z otwartą laguną – 973 km². Największymi wyspami są Taroa w północno-wschodniej części i Kaben w północno-zachodniej części atolu Maloelap. Jedynie trzy wyspy ze wszystkich 75 są zamieszkane: Airok, Ollet i Jang.